# Pazo de Ibáñez
El Pazo de Ibáñez es un pazo de estilo neoclásico situado en Ribadeo. Conocido como pazo del marqués de Sargadelos, porque fue Antonio Raimundo Ibáñez Llano y Valdés quien lo mandó construir a finales del siglo XVIII sobre una antigua edificación de 1568, hoy es sede del Ayuntamiento de Ribadeo.
Dispone de planta rectangular y doble altura más buhardilla. Está fabricado en sillares de granito y con cubierta de pizarra a cuatro aguas, con un soportal de cuatro pilastras en la fachada principal y sobre él una gran balconada de estilo isabelino, fundida nos antiguos nos fuere de Sargadelos, con cuatro balcones de frontones triangulares.
En el muro izquierdo tiene una lápida alusiva al fundador de Sargadelos. En su interior alberga también otra lápida del marqués de Sargadelos y varios lienzos de Pérez Detengo, Prieto Cousent y Pérez Martínez.
- Datos: Q12397285